# Macromia mnemosyne
Macromia mnemosyne – gatunek ważki z rodziny Macromiidae.